# Charalambos Makridis
Charalambos „Babis“ Makridis (griechisch Χαράλαμπος Μακρίδης; * 5. Juli 1996 in Minden) ist ein deutsch-griechischer Fußballspieler. Der Stürmer steht bei Preußen Münster unter Vertrag.

## Karriere

### Anfänge in Ostwestfalen
Makridis spielte in der Jugend in seiner ostwestfälischen Geburtsstadt Minden bei Union Minden sowie beim SV Kutenhausen-Todtenhausen. Nach einem Probetraining wurde er in der A-Jugend des SC Verl aufgenommen und war im nächsten Jahr für die Regionalligamannschaft vorgesehen. Den Einstieg verpasste der Angreifer aufgrund einer Meniskusoperation und sammelte in der Folge Spielpraxis in der Landesliga; ab der Saison 2016/17 gehörte er fest zum Kader der ersten Mannschaft. Makridis spielte sich schnell in die Stammelf der ersten Mannschaft und wurde in seinen 17 Einsätzen (4 Treffer) entweder als rechter Mittelfeldspieler oder als Mittelstürmer eingesetzt.

### Zwei Jahre am Niederrhein
In der Wintertransferperiode der Saison 2016/17 folgte der Wechsel zu Borussia Mönchengladbach, wo er in der ebenfalls in der Regionalliga West spielenden zweiten Mannschaft eingesetzt wurde. In der Rückrunde kam Makridis zu zehn Einsätzen, in der Saison 2017/18 kam er spätestens ab Ende Oktober 2017 regelmäßig zum Einsatz, meistens als linker Außenstürmer und stand bei seinen insgesamt 26 Punktspieleinsätzen in 18 Mal in der Anfangself. Der Durchbruch folgte in der Saison 2018/19, als er sich dann endgültig in die Stammelf kämpfen konnte und dabei des Öfteren als Mittelstürmer eingesetzt wurde. Seinen Stammplatz in der Offensive behielt Makridis auch in der Hinrunde der Saison 2019/20.

### Profi beim SSV Jahn Regensburg
In der Winterpause besagter Spielzeit unterschrieb Makridis einen bis Juni 2023 gültigen Vertrag beim Zweitligisten SSV Jahn Regensburg. Beim 1:2 gegen Dynamo Dresden am 24. Spieltag der Zweitligasaison 2019/20 wurde er kurz vor Spielende eingewechselt. Bis Saisonende kam er in 9 Zweitligaspielen zum Einsatz (1 Tor) und stand dabei in 7 Spielen in der Startelf. In der darauffolgenden Spielzeit erreichte Makridis mit den Oberpfälzern das Viertelfinale im DFB-Pokal, wo die Regensburger gegen Werder Bremen ausschieden. Dabei kam er zu 2 Einsätzen. In der Liga spielte Makridis – auch verletzungsbedingt – in lediglich 13 der 34 Saisonspiele und erhielt in 6 Partien das Startelfmandat. In der Saison 2021/22 kam er dann zu mehr Einsätzen, doch auch hier wollte ihm der Durchbruch nicht gelingen, da er nur selten in der Anfangself stand. Mit dem SSV Jahn Regensburg stieg Makridis zum Ende der Saison 2022/23 in die 3. Liga ab. In dieser Spielzeit erhielt er bei den Oberpfälzern mehr Startelfmandate als in den beiden Saisons zuvor und wurde in dieser Spielzeit oftmals als linker Außenstürmer eingesetzt.

### Wechsel zum VfL Osnabrück und Preußen Münster
Im Sommertransferfenster der Saison 2023/24 wechselte Makridis zum VfL Osnabrück, einem Aufsteiger in die 2. Bundesliga aus dem rund 75 Kilometer von seinem Geburtsort Minden entfernten Osnabrück. Bei den Lila-Weißen hatte er oft gespielt, stand aber nicht immer in der Anfangself. Der VfL stand ab dem vierten Spieltag auf einem Abstiegsplatz und stieg schließlich als Tabellenletzter nach einem Jahr wieder in die 3. Liga ab. Makridis schoss für den VfL Osnabrück lediglich drei Pflichtspieltore, am 14. August 2023 bei der 1:3-Niederlage nach Verlängerung in der ersten Runde des DFB-Pokals gegen den 1. FC Köln, beim 1:1-Unentschieden am 16. Spieltag gegen den FC St. Pauli und am 19. Mai 2024 im letzten Saisonspiel gegen Hertha BSC.
Nach nur einem Jahr löste er seinen Vertrag auf und wechselte erneut zu einem Zweitligaaufsteiger, nun zu Preußen Münster.

## Persönliches
Makridis wählte aufgrund seines für deutsche Verhältnisse komplizierten Vornamens für sich selbst den Spitznamen „Babis“.